# Brantford Smoke
Brantford Smoke byl profesionální kanadský klub ledního hokeje, který sídlil v Brantfordu v provincii Ontario. V letech 1991–1998 působil v profesionální soutěži United Hockey League. Smoke ve své poslední sezóně v IHL skončil v semifinále play-off. Své domácí zápasy odehrával v hale Brantford Civic Centre s kapacitou 2 952 diváků.

## Úspěchy
- Vítěz Colonial Cupu ( 1× )
  - 1992/93

## Přehled ligové účasti
Zdroj: 
- 1991–1993: Colonial Hockey League
- 1993–1997: Colonial Hockey League (Východní divize)
- 1997–1998: United Hockey League (Východní divize)